# カンヘル
カンヘル (Canhel, Cangel) またはカンヘル竜（カンヘルりゅう）は、メソアメリカの神話伝承にみられる竜である。

## 『チラム・バラムの予言』でのカンヘル
カンヘルは、マヤ族の最高神官であったチラム・バラムが語った予言を記録した文書『チラム・バラムの予言』に登場する。
マヤ神話を伝える『チラム・バラムの予言』でのカンヘルの名称は、まず天地創造の伝説に現れる。天界の神々である〈13の神〉オシュラフン・ティクが、冥界の神々（ボロン・ティク）である〈9の神〉に捕らえられて暴力的な仕打ちを受けた上に「カンヘル（竜）の標章」を奪われたと語られている。ここでのカンヘルについて、研究者のロイズは、神や神官が保有する、蛇の頭をした竜を形取った権棒であろうと考えている。
『チラム・バラムの予言』の別の箇所では、カンヘルは、神が星を創造した際に出現した風の竜だとされている。彼らは「赤いパワフトゥン」「白いパワフトゥン」「黒いパワフトゥン」「黄色いパワフトゥン」と呼ばれた。神が姿を見せた時には、カンヘル竜の権棒を携えたほかに、これら4頭のカンヘル竜を伴っていたとされる。
カンヘル竜の中にセルピヌス (Cerpinus ) と呼ばれるカンヘルがおり、まだ天地が存在しなかった頃にはその掌の上で天使らへの洗礼を行ったとされる。

## 苑崎透によるカンヘル
苑崎透によれば、カンヘルは、16世紀にアステカ王国を征服したスペイン人が現地にキリスト教を布教する際に、キリスト教を人々に受け入れやすくするために古来の信仰とキリスト教を融合させて作り出した伝説に登場する竜だという。カンヘルとは本来は、アステカにおいて権威を象徴する、蛇または竜の頭部が着けられた杖のことであるという。この杖は王や神官といった立場の者しか保有できなかった。スペイン人聖職者たちは、キリスト教における精霊である天使を「カンヘル竜」と呼ぶことで、アステカの人々がキリスト教の神の偉大さを理解し易くなり改宗に踏み切り易くなると考えたという。
以下は苑崎が著書で紹介している2つの伝説である。
- かつて世界は虚空のようであり、エホヴァとイエス、そして4頭のカンヘル竜だけがいた。エホヴァは、赤、白、黄、黒と異なった色をしていたカンヘル竜たちそれぞれに、西、東、南、北の果てに住むように命じた[注釈 10]。竜たちは各々が指示された方向に飛んでゆき、こうして方位が定められた[26][注釈 11]。

- 世界がまだ無かった時、エホヴァはまずカンヘル竜のセルピヌスを創造した。このセルピヌスが他のカンヘル竜たちに洗礼を施し、その後これらのカンヘル竜たちが言葉によって世界を生み出した[30]。

### 注釈

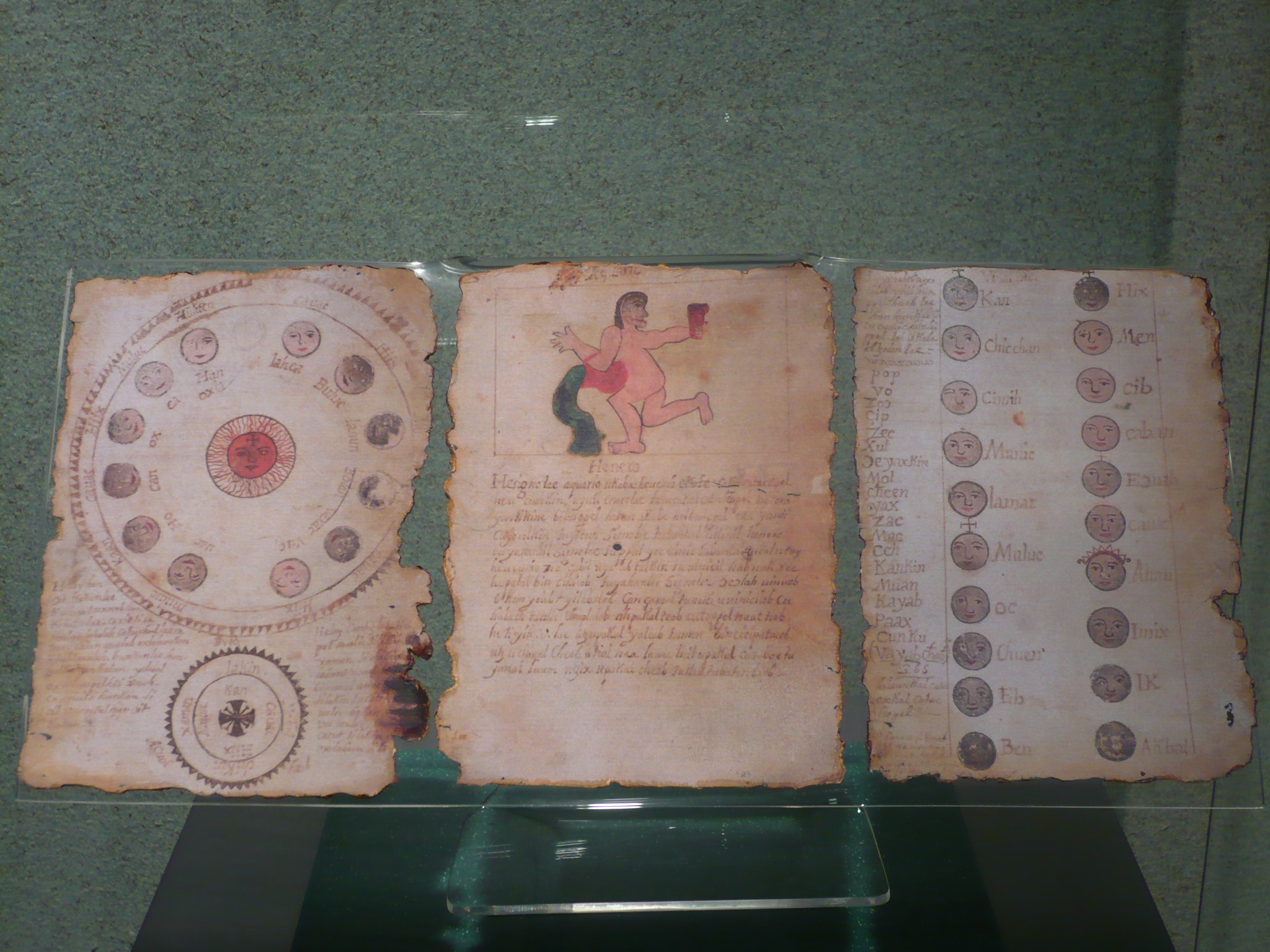
メキシコ、国立人類学博物館にある「イシルの『チラム・バラムの書』」の複製品。

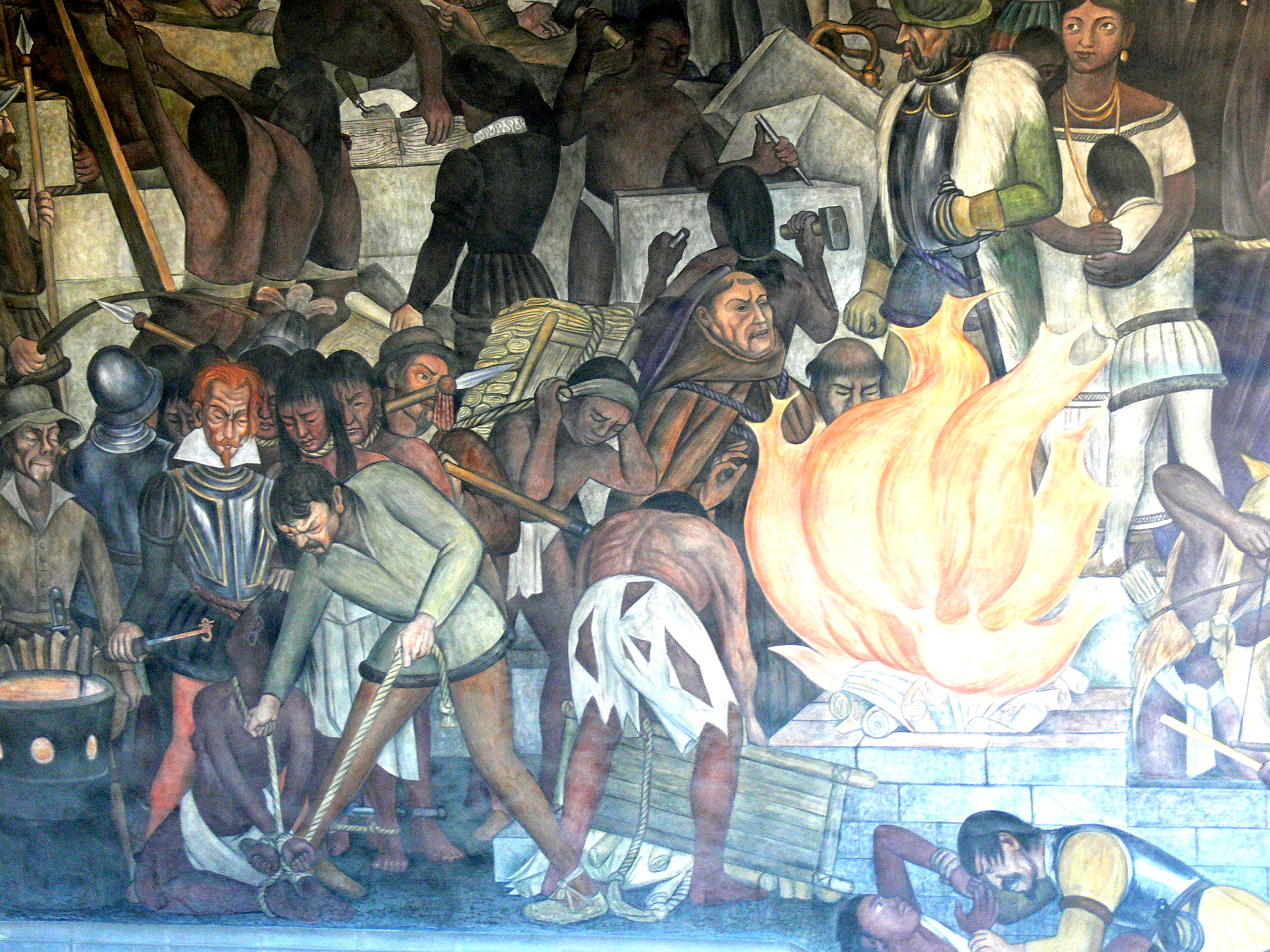
「カトリック教会によるマヤ文書の焚書」。ディエゴ・リベラによる壁画。

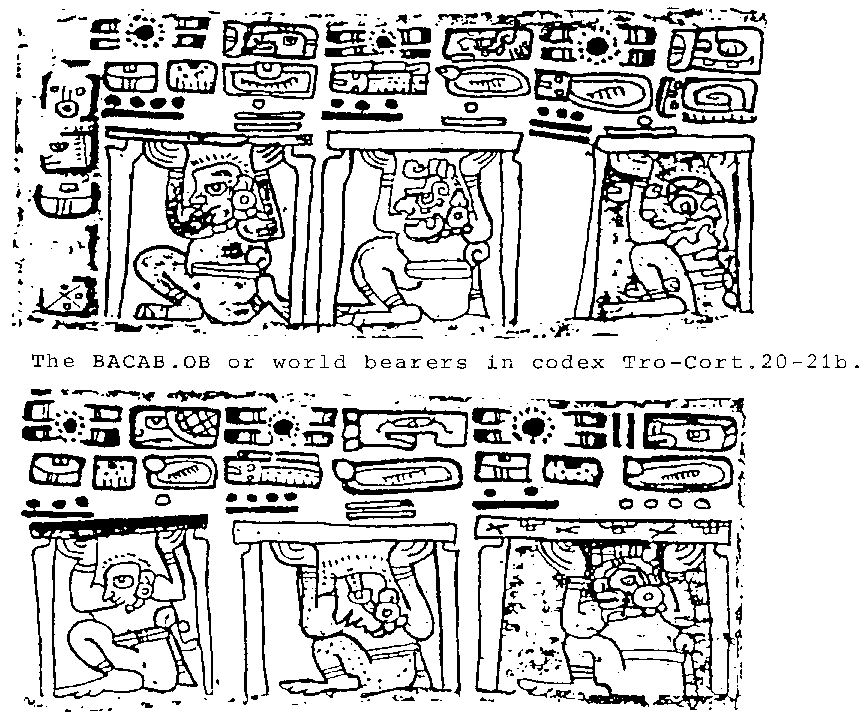
天を支えるバカブ達。